# Rectoria dels Sants Metges
La Rectoria dels Sants Metges és una obra de Sant Julià de Ramis (Gironès) protegida com a Bé Cultural d'Interès Local.

## Descripció
La rectoria correspon a dues edificacions tipus masia, adossades, amb una façana orientada al nord i l'altre al suc. L'edifici més oriental pot assimilar-se a una torre, atès que, almenys sobre la base dels paraments visibles, és un cos estret i allargat, d'uns 5 per 10 metres, on els dos terços del nord són més elevats que el terç sud, amb dos pisos. Es tracta doncs en principi d'un cos allargat a dues aigües amb la part posterior més prolongada. En els paraments, arrebossats parcialment, no es veu cap indici de que el cos estigui format per afegits d'èpoques diferents i, per tant, la part davantera podria haver estat en origen una torre. L'edifici mostra cadena de carreus cantoners a la façana principal, on hi ha una finestra gòtica de permòdols al primer pis i una possible porta tapiada a la planta baixa, reconvertida en finestra.
El segon edifici s'adossa pel sud del cos anterior, essent un cos rectangular de planta baixa i pis, amb una porta adovellada d'arc de mig punt, sense cap element defensiu.